# NGC 7414
NGC 7414 est une galaxie lenticulaire relativement éloignée et située dans la constellation de Pégase. Cette galaxie a été découverte par l'astronome américain Lewis Swift en 1886. Sa vitesse par rapport au fond diffus cosmologique est de 9 479 ± 26 km/s, ce qui correspond à une distance de Hubble de 139,8 ± 9,8 Mpc (∼456 millions d'al).